# Ouragan Hector (2006)
L'Ouragan Hector est la 9e tempête tropicale et la 4e ouragan de la saison cyclonique 2006 pour le bassin nord-est de l'océan Pacifique. Le nom Hector avait déjà été utilisé en 1978, 1982, 1988, 1994 et 2000.

## Chronologie
Dans la deuxième semaine d'août 2006, une zone de basses pressions a dérivé au-dessus de l'est de l'océan Pacifique. Les nuages convectifs qui l'accompagnaient se sont progressivement organisés. Le 15 août, vers 15h00 UTC, une dépression tropicale en résulta (TD-9-E). Le 16 août, elle atteignit le stade de tempête tropicale, laquelle fut baptisée Hector. Le 17 août, elle devint ouragan. Après avoir atteint la catégorie 2 sur l'échelle de Saffir-Simpson, elle est entrée dans sa phase de dégénérescence.